# 约纳斯·恩隆德
约纳斯·恩隆德（瑞典語：Jonas Enlund，1987年11月3日—），芬兰男子冰球运动员，场上位置是前锋。他曾代表芬兰国家队参加2018年冬季奥林匹克运动会冰球比赛，获得第六名。